# Mia Kirshnerová
Mia Kirshnerová (* 25. ledna 1975, Toronto, Ontario, Kanada) je kanadská herečka, spisovatelka a sociální aktivistka, která hraje ve filmech a televizních seriálech. Její nejznámější role jsou Jenny Schecterová v seriálu Láska je Láska (2004–2009) a vedlejší role teroristky Mandy v seriálu 24 hodin (2001–2005).

## Mládí
Mia Kirshnerová se narodila v Torontu. Její matkou je učitelka Etti a otcem žurnalista Sheldon Kirshner, který píše pro časopis Canadian Jewish News (Kanadské židovské noviny). Mia Kirshnerová je vnučka polských Židů, kteří přežili holocaust; její otec Sheldon se narodil v Německu v roce 1946 ve vězeňském táboře. Později poznal v Izraeli matku Kirshnerové, bulharskou židovku.
Mia Kirshnerová vyrůstala ve středostavovském prostředí; navštěvovala státní školu Forest Hill Collegiate Institute, později přestoupila a odmaturovala na škole Jarvis Collegiate Institute. Studovala ruskou literaturu a filmografii 20. století na McGillově univerzitě v Montrealu. Její mladší sestra, Lauren Kirshnerová, je spisovatelka.

## Filmografie

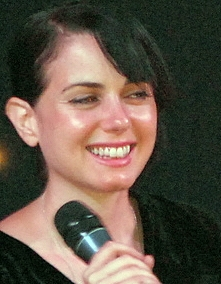
Mia Kirshnerová v září 2009 během rozhovoru

### Filmy
| Rok  | Název                                        | Role                                           | Poznámky            |
| ---- | -------------------------------------------- | ---------------------------------------------- | ------------------- |
| 1993 | Love and Human Remains                       | Benita                                         |                     |
| 1993 | Cadillac Girls                               | Page                                           |                     |
| 1994 | Exotica                                      | Christina                                      |                     |
| 1995 | Vražda prvního stupně                        | dospělá Rosetta Young                          |                     |
| 1995 | Luční harfa                                  | Maude Riordan                                  |                     |
| 1996 | Vrána: Město andělů                          | Sarah                                          |                     |
| 1997 | Anna Karenina                                | princezna Yekaterina Alexandrovna Shcherbatsky |                     |
| 1997 | Město šílenců                                | Laurie Callahan                                |                     |
| 1999 | Saturn                                       | Sarah                                          |                     |
| 1999 | Čas lásky                                    | Deborah Berkowitz                              |                     |
| 2000 | James Draminski                              | James Draminski                                | krátkometrážní film |
| 2000 | Nevinní                                      | Dominique Denright                             |                     |
| 2000 | Polibek mého anděla                          | Candice                                        |                     |
| 2001 | Hotel „Století“ aneb Historie jednoho pokoje | Dominique                                      |                     |
| 2001 | Spencerův nový život                         | Melora                                         |                     |
| 2001 | Bulšit                                       | Catherine Wyler                                |                     |
| 2002 | Lhostejnost                                  | Alicia Campbell                                |                     |
| 2002 | Now & Forever                                | Angela Wilson                                  |                     |
| 2003 | Party Monster                                | Natasha                                        |                     |
| 2005 | Můj ztracený syn                             | Rebecca                                        |                     |
| 2006 | Černá Dahlia                                 | Elizabeth Short                                |                     |
| 2008 | Zbouchni mě!                                 | Clem                                           |                     |
| 2010 | 30 dní dlouhá doba: Doba temna               | Lilith                                         |                     |
| 2011 | 388 Arletta Avenue                           | Amy Walker                                     |                     |
| 2012 | The Barrens                                  | Cynthia Vineyard                               |                     |
| 2013 | I Think I Do                                 | Julia                                          |                     |
| 2015 | Nikdy nic nebylo                             | Laura                                          | krátkometrážní film |
| 2016 | Milton's Secret                              | Jane Adams                                     |                     |
| 2017 | A Swinger's Weekend                          | Fiona                                          |                     |

### Televize
| Rok        | Název                          | Role                   | Poznámky                             |
| ---------- | ------------------------------ | ---------------------- | ------------------------------------ |
| 1989       | Válka světů                    | Jo                     | díl: „Loving the Alien“              |
| 1990       | Danger Bay                     | Catherine Walker       | díl: „Live Wires“                    |
| 1990–1991  | Dracula: The Series            | Sophie Metternich      | 21 dílů                              |
| 1991       | My Secret Identity             | Alana Porter           | díl: „My Other Secret Identity“      |
| 1991       | Vražedné pobřeží               | Cathy Paige            | díl: „Runaway“                       |
| 1992       | Tropical Heat                  | Sandy                  | díl: „Stranger in Paradise“          |
| 1992       | Cesta do Avonlea               | Emily Everett-Smythe   | díl: „High Society“                  |
| 1992       | Bojíte se tmy?                 | Pam Pease / Dora Pease | díl: „The Tale of the Hungry Hounds“ |
| 1995       | Johnova dívka                  | Amy Ross               | TV film                              |
| 2001–2005  | 24 hodin                       | Mandy                  | 7 dílů                               |
| 2001–2002  | Wolf Lake                      | Ruby Cates             | 9 dílů                               |
| 2004–2009  | Láska je Láska                 | Jenny Schecter         | Hlavní role, 70 dílů                 |
| 2007       | They Come Back                 | Faith Hardy            | TV film                              |
| 2009       | Uklízeč                        | April May              | díl: „Does Everybody Have a Drink?“  |
| 2009       | Kriminálka New York            | Deborah Carter         | díl: „Smrtelná odplata“              |
| 2010–2011  | Upíří deníky                   | Isobel Flemming        | 6 dílů                               |
| 2012       | Kiss at Pine Lake              | Zoe McDowell           | TV film                              |
| 2013       | Hra o dítě                     | Christy Bennett        | TV film                              |
| 2013       | Graceland                      | Ashika Pearl           | díl: „Zelená láska“                  |
| 2013–2014  | Defiance                       | Kenya Rosewater        | 15 dílů                              |
| 2013       | Dívka odjinud                  | Clio                   | 3 díly                               |
| 2014       | Přízrak minulosti              | Erin Villenueve        | TV film                              |
| 2015       | Bloodline                      | Sarah Rayburn          | 3 díly                               |
| 2016       | Real Detective                 | detektiv Mannina       | díl: „No One Is Safe“                |
| 2017–dosud | Star Trek: Discovery           | Amanda Graysonová      | vedlejší role                        |
| 2019       | The College Admissions Scandal | Bethany Slade          | TV film                              |
| 2020       | Love, Lights, Hanukkah!        | Christina              | TV film                              |